# روبرت جيرارد
روبرت جيرارد (بالإنجليزية: Robert Gerard)‏ هو شخصية أعمال أسترالي، ولد في 3 يناير 1945.